# Il sogno verificato
Il sogno verificato è un'opera in due atti di Carlo Coccia, su libretto di Luigi Prividali, sul drama La vida es sueño de Pedro Calderón de la Barca. Fu rappresentata per la prima volta il 23 gennaio 1812 al Teatro La Fenice di Venezia.
Gli artisti coinvolti nella prima rappresentazione furono i seguenti:
| Personaggio      | Registro vocale | Interprete                        |
| ---------------- | --------------- | --------------------------------- |
| Stanislao        | tenore          | Nicola Bernardi                   |
| Lodomiro         | soprano         | Eufemia Eckarth-Neri              |
| Natalia          | mezzosoprano    | Teresa Marchesi                   |
| Ervinia          | soprano         | Luigia Valsovani                  |
| Ulrico           | tenore          | Girolamo Marzocchi                |
| Basilio          | tenore          | Luigi Santi                       |
| Maestro del coro |                 | Giovanni Bertacchi                |
| Scenografia      |                 | Giuseppe Borsato, Nicola Pellandi |

## Trama
La scena si svolge nella città di Cracovia e nei suoi dintorni.

### Atto I
Stanislao, re di Polonia creduto senza figli, deve nominare un erede al trono. Ulrico è il maggiore aspirante, grazie alla gloria conquistata con le sue imprese militari.
Ma Stanislao rivela di avere un figlio, Lodomiro. Lo ha tenuto nascosto per vent'anni in una spelonca, facendolo credere morto, impaurito perché un sogno gli aveva predetto che sarebbe asceso al trono «tra il foco e il sangue». Ora però ha deciso di metterlo alla prova.
Lodomiro viene messo al corrente del suo vero stato e portato alla corte. Il suo primo gesto è di furore nei confronti del suo ajo Basilio, ritenuto colpevole di averlo tenuto segregato per tanto tempo. Lodomiro si calma solo con l'intervento della nobile e giovane Ervinia, che gli ispira teneri sentimenti.
Ulrico, irritato perché teme di perdere il trono che ha tanto desiderato, approfitta del comportamento di Lodomiro per convincere Stanislao che il figlio non è all'altezza di regnare. Con il consenso di Stanislao, Ulrico versa una pozione in una coppa a cui Lodomiro viene fatto bere, Lodomiro sviene e così può essere ricondotto nella sua prigione.

### Atto II
Ulrico dichiara il proprio amore ad Ervinia ma viene respinto.
La stessa Ervinia si mette alla guida dei suoi seguaci e riesce a liberare Lodomiro e ad introdurlo in città. Ulrico, alla guida dei suoi fedeli tartari, affronta le truppe di Ervinia e Lodomiro, ma perde la vita nei combattimenti.
Lodomiro si reca poi da Stanislao e gli si sottomette umilmente. Stanislao, rassicurato dal fatto che ormai la predizione del sogno circa l'ascesa al trono di Lodomiro nel sangue si è verificata, si riappacifica col figlio e lo unisce ad Ervinia.

## Struttura musicale
- Sinfonia

### Atto I
- N. 1 - Introduzione Cedi al voto universale (Coro, Stanislao, Natalia, Ulrico, Ervinia)
- N. 2 - Cavatina di Lodomiro Chi sostiene un'innocente
- N. 3 - Coro ed Aria di Ulrico Qui, dove cupo e tacito - Sol da voi conforto imploro (Ulrico, Coro)
- N. 4 - Coro ed Aria di Lodomiro Vivi all'imprese eroiche - Tu, che mi rendi
- N. 5 - Duetto fra Ervinia e Lodomiro Al mirar sì vago oggetto
- N. 6 - Finale I Dei nostri contenti (Ervinia, Natalia, Coro, Ulrico, Basilio, Stanislao)

### Atto II
- N. 7 - Coro e Duetto fra Ervinia ed Ulrico Oh infausto giorno, oh trista Reggia - Osi tai sensi esprimere (Coro, Ervinia, Ulrico)
- N. 8 - Aria di Lodomiro Da mille affanni, oh Dio (Lodomiro, Basilio, Ervinia, Coro)
- N. 9 - Aria di Natalia Tremi quel folle orgoglio
- N. 10 - Duetto fra Lodomiro ed Ulrico Cedo l'armi, e vinto io sono
- N. 11 - Aria di Ervinia Con gli accenti del dolore
- N. 12 - Finale II Se versar tu brami il sangue (Stanislao, Lodomiro, Natalia, Coro, Ervinia, Basilio)